# Seregno–Bergamo-vasútvonal
A Seregno–Bergamo-vasútvonal egy 40 km hosszúságú, normál nyomtávolságú vasútvonal Olaszországban, Seregno és Bergamo között. A vonal 3000 V egyenárammal villamosított, fenntartója az RFI.